# Bifidocoelotes bifidus
Bifidocoelotes bifidus is een spinnensoort in de taxonomische indeling van de nachtkaardespinnen (Amaurobiidae).
Het dier behoort tot het geslacht Bifidocoelotes. De wetenschappelijke naam van de soort werd voor het eerst geldig gepubliceerd in 2001 door Jia-Fu Wang, Tso & Wu.